# Массімо Делл'Аква
Массімо Делл'Аква (італ. Massimo Dell'Acqua; нар. 6 вересня 1979) — колишній італійський тенісист.
Найвищу одиночну позицію світового рейтингу — 148 місце досяг 8 вересня 2003, парну — 188 місце — 22 листопада 2004 року.

## Титули на челленджерах

### Одиночний розряд: (1)
| Ранг | Рік  | Турнір                    | Покриття | Суперник       | Рахунок  |
| ---- | ---- | ------------------------- | -------- | -------------- | -------- |
| 1.   | 2003 | Бристоль, Велика Британія | Трава    | Давід Пріносіл | 6–4, 6–4 |

### Парний розряд: (1)
| Ранг | Рік  | Турнір           | Покриття | Партнер   | Суперники                          | Рахунок  |
| ---- | ---- | ---------------- | -------- | --------- | ---------------------------------- | -------- |
| 1.   | 2004 | Реканаті, Італія | Тверде   | Урос Віко | Даніеле Джорджині Федеріко Торрезі | 6–1, 6–4 |